# Mundialito de Clubes de Fútbol Playa de 2012
El II Mundialito de Clubes de Fútbol Playa se llevó a cabo en São Paulo, Brasil, del 12 al 19 de mayo de 2013. La sede principal de los juegos era la Arena Guarapiranga. El equipo ruso Lokomotiv se proclamó campeón por primera vez en la historia del evento.

## Equipos participantes
En cursiva, los equipos debutantes en el Mundialito de Clubes de Fútbol Playa.
| Equipos participantes | Equipos participantes | Equipos participantes | Equipos participantes |
| --------------------- | --------------------- | --------------------- | --------------------- |
| Al-Ahli               | Flamengo              | São Paulo             |                       |
| Barcelona             | Lokomotiv             | Seattle Sounders      |                       |
| Boca Juniors          | Milan                 | Sporting              |                       |
| Corinthians           | Santos                | Vasco da Gama         |                       |

## Resultados

### Primera fase
La primera fase del torneo se desarrolló entre el 12 y 15 de mayo. Los doce equipos fueron separados en tres grupos y se enfrentaron con el sistema de todos contra todos para decidir los clasificados a los cuartos de final. Clasificaron los dos primeros lugares de cada grupo junto a los dos mejores terceros puestos.

#### Grupo A
| Equipo        | Pts | PJ | PG | PG+ | PP | GF | GC | Dif |
| ------------- | --- | -- | -- | --- | -- | -- | -- | --- |
| Santos        | 6   | 3  | 2  | 0   | 1  | 15 | 9  | 6   |
| Boca Juniors  | 6   | 3  | 2  | 0   | 1  | 11 | 11 | 0   |
| Vasco da Gama | 6   | 3  | 2  | 0   | 1  | 11 | 12 | -1  |
| Milan         | 0   | 3  | 0  | 0   | 3  | 9  | 14 | -5  |

| Fecha              | Lugar     |               |                      | Resultado |                      |               |
| ------------------ | --------- | ------------- | -------------------- | --------- | -------------------- | ------------- |
| 13 de mayo de 2012 | São Paulo | Vasco da Gama | Bandera de Brasil    | 3:7       | Bandera de Brasil    | Santos        |
| 13 de mayo de 2012 | São Paulo | Milan         | Bandera de Italia    | 4:5       | Bandera de Argentina | Boca Juniors  |
| 14 de mayo de 2012 | São Paulo | Santos        | Bandera de Brasil    | 6:3       | Bandera de Italia    | Milan         |
| 14 de mayo de 2012 | São Paulo | Boca Juniors  | Bandera de Argentina | 3:5       | Bandera de Brasil    | Vasco da Gama |
| 15 de mayo de 2012 | São Paulo | Vasco da Gama | Bandera de Brasil    | 3:2       | Bandera de Italia    | Milan         |
| 15 de mayo de 2012 | São Paulo | Santos        | Bandera de Brasil    | 2:3       | Bandera de Argentina | Boca Juniors  |

#### Grupo B
| Equipo           | Pts | PJ | PG | PG+ | PP | GF | GC | Dif |
| ---------------- | --- | -- | -- | --- | -- | -- | -- | --- |
| Barcelona        | 8   | 3  | 2  | 1   | 0  | 15 | 9  | 6   |
| Flamengo         | 6   | 3  | 2  | 0   | 1  | 8  | 5  | 3   |
| Seattle Sounders | 3   | 3  | 1  | 0   | 2  | 6  | 8  | -2  |
| São Paulo        | 0   | 3  | 0  | 0   | 3  | 8  | 15 | -7  |

| Fecha              | Lugar     |           |                   | Resultado           |                           |                  |
| ------------------ | --------- | --------- | ----------------- | ------------------- | ------------------------- | ---------------- |
| 12 de mayo de 2012 | São Paulo | Flamengo  | Bandera de Brasil | 2:3                 | Bandera de España         | Barcelona        |
| 12 de mayo de 2012 | São Paulo | São Paulo | Bandera de Brasil | 2:3                 | Bandera de Estados Unidos | Seattle Sounders |
| 14 de mayo de 2012 | São Paulo | Barcelona | Bandera de España | 10:5                | Bandera de Brasil         | São Paulo        |
| 14 de mayo de 2012 | São Paulo | Flamengo  | Bandera de Brasil | 4:1                 | Bandera de Estados Unidos | Seattle Sounders |
| 15 de mayo de 2012 | São Paulo | Barcelona | Bandera de España | 1:1 (2:2, 1:0 pen.) | Bandera de Estados Unidos | Seattle Sounders |
| 15 de mayo de 2012 | São Paulo | Flamengo  | Bandera de Brasil | 2:1                 | Bandera de Brasil         | São Paulo        |

#### Grupo C
| Equipo      | Pts | PJ | PG | PG+ | PP | GF | GC | Dif |
| ----------- | --- | -- | -- | --- | -- | -- | -- | --- |
| Corinthians | 6   | 3  | 2  | 0   | 1  | 15 | 9  | 6   |
| Lokomotiv   | 6   | 3  | 2  | 0   | 1  | 11 | 8  | 3   |
| Sporting    | 6   | 3  | 2  | 0   | 1  | 10 | 9  | 1   |
| Al-Ahli     | 0   | 3  | 0  | 0   | 3  | 6  | 16 | -10 |

| Fecha              | Lugar     |             |                                   | Resultado |                                   |             |
| ------------------ | --------- | ----------- | --------------------------------- | --------- | --------------------------------- | ----------- |
| 12 de mayo de 2012 | São Paulo | Sporting    | Bandera de Portugal               | 4:3       | Bandera de Brasil                 | Corinthians |
| 12 de mayo de 2012 | São Paulo | Al-Ahli     | Bandera de Emiratos Árabes Unidos | 2:4       | Bandera de Rusia                  | Lokomotiv   |
| 13 de mayo de 2012 | São Paulo | Sporting    | Bandera de Portugal               | 3:5       | Bandera de Rusia                  | Lokomotiv   |
| 13 de mayo de 2012 | São Paulo | Corinthians | Bandera de Brasil                 | 9:3       | Bandera de Emiratos Árabes Unidos | Al-Ahli     |
| 15 de mayo de 2012 | São Paulo | Sporting    | Bandera de Portugal               | 3:1       | Bandera de Emiratos Árabes Unidos | Al-Ahli     |
| 15 de mayo de 2012 | São Paulo | Corinthians | Bandera de Brasil                 | 3:2       | Bandera de Rusia                  | Lokomotiv   |

### Segunda fase
Los ocho equipos clasificados para la segunda fase fueron separados de tal manera que los cuatro equipos brasileños se eliminaron entre sí para obtener un finalista.
|  | Cuartos de final | Cuartos de final |               |          | Semifinales | Semifinales |          |              | Final         | Final      |  |
|  | 16 de mayo       | 16 de mayo       |               |          | 18 de mayo  | 18 de mayo  |          |              | 19 de mayo    | 19 de mayo |  |
|  |                  |                  |               |          |             |             |          |              |               |            |  |
|  |                  |                  |               |          |             |             |          |              |               |            |  |
|  | Barcelona        | 2                |               |          |             |             |          |              |               |            |  |
|  | Barcelona        | 2                |               |          |             |             |          |              |               |            |  |
|  | Sporting         | 4                |               |          |             |             |          |              |               |            |  |
|  | Sporting         | 4                |               | Sporting | 7           |             |          |              |               |            |  |
|  |                  |                  |               | Sporting | 7           |             |          |              |               |            |  |
|  |                  |                  | Lokomotiv     | 10       |             |             |          |              |               |            |  |
|  | Lokomotiv (pen.) | 6 (2)            | Lokomotiv     | 10       |             |             |          |              |               |            |  |
|  | Lokomotiv (pen.) | 6 (2)            |               |          |             |             |          |              |               |            |  |
|  | Boca Juniors     | 6 (1)            |               |          |             |             |          |              |               |            |  |
|  | Boca Juniors     | 6 (1)            |               |          |             |             |          | Lokomotiv    | 6             |            |  |
|  |                  |                  |               |          |             |             |          | Lokomotiv    | 6             |            |  |
|  |                  |                  | Flamengo      | 4        |             |             |          |              |               |            |  |
|  | Santos           | 3                | Flamengo      | 4        |             |             |          |              |               |            |  |
|  | Santos           | 3                |               |          |             |             |          |              |               |            |  |
|  | Flamengo         | 6                |               |          |             |             |          |              |               |            |  |
|  | Flamengo         | 6                |               | Flamengo | 3           |             |          | Tercer lugar | Tercer lugar  |            |  |
|  |                  |                  |               | Flamengo | 3           |             |          | Tercer lugar | Tercer lugar  |            |  |
|  |                  |                  | Vasco da Gama | 2        |             |             |          |              |               |            |  |
|  | Corinthians      | 0                | Vasco da Gama | 2        |             |             | Sporting | 4            |               |            |  |
|  | Corinthians      | 0                |               |          |             |             | Sporting | 4            |               |            |  |
|  | Vasco da Gama    | 1                |               |          |             |             |          |              | Vasco da Gama | 5          |  |
|  | Vasco da Gama    | 1                |               |          |             |             |          |              | Vasco da Gama | 5          |  |
|  |                  |                  |               |          |             |             |          |              |               |            |  |

#### Cuartos de final
| 16 de mayo de 2012 | Barcelona                | 2:4                       | Sporting                                                   | Arena Guarapiranga, São Paulo, Brasil |  |
|                    | Spacca 15' · Eremeev 22' | ( 0:1, 2:1. 0:2 ) Reporte | Shishin 17' · Fernando DDI 21' · Belchior 36' · Madjer 36' |                                       |  |

| 16 de mayo de 2012 | Lokomotiv                                                           | 6:6 (t. s.)(2:1 p.)            | Boca Juniors                                               | Arena Guarapiranga, São Paulo, Brasil |  |
|                    | Shaykov 5' · Borsuk 12' · Barasa 17' 20' · Makarov 24' · Leonov 36' | ( 2:2, 3:3, 1:1, 0:0 ) Reporte | Dinho 5' 16' 30' · Bella 8' · Larreta 16' · Leguizamón 21' |                                       |  |
|                    |                                                                     | Tiros desde el punto penal     |                                                            |                                       |  |
|                    | Leonov · Gorchinskiy                                                |                                | Fred · Larreta                                             |                                       |  |

| 16 de mayo de 2012 | Santos                     | 3:6                       | Flamengo                                        | Arena Guarapiranga, São Paulo, Brasil |  |
|                    | Ricar 31' 33' · Sídney 31' | ( 0:2, 0:1, 3:3 ) Reporte | Anderson 4' 22' 30' · Pampero 2' 33' · Mena 34' |                                       |  |

| 16 de mayo de 2012 | Corinthians | 0:1                       | Vasco da Gama | Arena Guarapiranga, São Paulo, Brasil |  |
|                    |             | ( 0:1, 0:0, 0:0 ) Reporte | Catarino 12'  |                                       |  |

#### Semifinales
| 18 de mayo de 2012 | Sporting                                                               | 7:10                      | Lokomotiv                                                                                     | Arena Guarapiranga, São Paulo, Brasil |  |
|                    | Belchior 12' · Rui Coimbra 15' · Madjer 27' 28' · Fernando DDI 31' 36' | ( 1:3, 1:4, 5:3 ) Reporte | Shaykov 8' 18' · Makarov 12' 16' · Daniel 15' 36' · Borsuk 22' · Leonov 27' · Gorchinskiy 36' |                                       |  |

| 18 de mayo de 2012 | Flamengo                        | 3:2                       | Vasco da Gama       | Arena Guarapiranga, São Paulo, Brasil |  |
|                    | Bernardo 17' 22' · Benjamín 27' | ( 0:1, 2:0, 1:1 ) Reporte | Bruno Xavier 3' 28' |                                       |  |

#### Tercer lugar
| 19 de mayo de 2012 | Sporting                                               | 4:5                       | Vasco da Gama                                              | Arena Guarapiranga, São Paulo, Brasil |  |
|                    | Belchior 5' · Fernando DDI 19' · Alan 24' · Madjer 30' | ( 1:0, 2:2, 1:3 ) Reporte | Catarino 15' 28' · Mauricinho 24' · Gil 28' · Jorginho 32' |                                       |  |

#### Final
| 19 de mayo de 2012 | Lokomotiv                                                        | 6:4                       | Flamengo                           | Arena Guarapiranga, São Paulo, Brasil |  |
|                    | Gorchinskiy 12' 24' · Shkarin 31' · Makarov 34' 36' · Daniel 34' | ( 1:2, 1:0, 4:2 ) Reporte | Benjamín 7' 12' 28' · Bernardo 36' |                                       |  |

|                                 |
| Campeón Lokomotiv Primer título |